# Головко Катерина Іванівна
Катерина Іванівна Головко (до шлюбу Постил) (1927, селище Власівка, Світловодський район, Кіровоградська область) — українська радянська діячка, бульдозеристка управління будівництва комбінату «Дніпроенергобудіндустрія» (Кременчуцької ГЕС) Кіровоградської області. Депутатка Верховної Ради УРСР 5, 6 та 7-го скликань (1959—1971).

## Біографія
До початку німецько-радянської війни навчалася у середній школі. У 1944 році закінчила курси трактористів при Градизькій машинно-тракторній станції. У 1944—1953 роках працювала трактористкою-механізаторкою у колгоспах Градизького району. У 1953—1954 р. — мотористка будівельного тресту № 22 міста Харкова.
З 1954 року, із перших днів будівництва Кременчуцької гідроелектростанції (ГЕС), працювала машиністкою газогенераторної станції, а з 1955 року — машиністкою-бульдозеристкою управління будівництва комбінату «Дніпроенергобудіндустрія» Кіровоградської області.

## Нагороди
- орден Трудового Червоного Прапора (1961)
- медаль «За трудову доблесть»